# 국토교통과학기술진흥원
국토교통과학기술진흥원(國土交通科學技術振興院, 영어: Korea Agency for Infrastructure Technology Advancement, 약칭:KAIA)은 건설기술 연구·개발 사업을 효율적으로 지원하기 위하여 설립된 대한민국 국토교통부 산하 위탁집행형 준정부기관이다. 경기도 안양시 동안구 시민대로 286 (관양동, 신창건설사옥)에 있다.

## 설립 근거
- 건설기술 진흥법[3]
- 국토교통과학기술 육성법[4]

## 주요 업무
- 건설기술 연구·개발 사업에 대한 평가·관리
- 건설기술 연구·개발 사업에 대한 수요조사, 기획 및 기술 예측
- 건설 분야의 새로운 기술의 심사·관리
- 다른 법령에 따라 기술평가기관의 업무로 지정된 사업
- 그 밖에 건설기술의 개발·활용에 관한 사업으로서 대통령령으로 정하는 사업

## 연혁
- 2002년 12월 (재)한국건설교통기술평가원 설립
- 2003년 2월 건설기술연구개발사업 전문기관 지정
- 2003년 5월 건설신기술 심사 전문기관 지정
- 2004년 1월 교통기술연구개발사업 전문기관 지정
- 2004년 12월 (재)한국건설교통기술평가원을 법정기관으로 전환근거 마련 (건설기술관리법 제16조의 3 신설)
- 2005년 10월 법정법인 한국건설교통기술평가원 설립
- 2006년 2월 정부산하기관기본관리법에 의해 정부산하기관 지정
- 2007년 4월 공공기관운영에 관한 법률에 의해 준정부기관 지정
- 2013년 4월 국토교통과학기술진흥원으로 명칭 변경[5]

## 조직[6]

### 국토교통과학기술진흥원장

#### 이사회
- 감사
  - 윤리감사실

#### 부원장
- 기획조정실
  - 안전·환경팀
- 소통경영실
  - 지역협력팀
- 지식정보실
  - 정보보안팀
- 스마트시티 기반조성실
  - 규제지원팀
- 스마트시티 성과확산실

##### 혁신성장본부
- 전략기획실
  - 조사·분석팀
- 기획1그룹
- 기획2그룹
- 기획3그룹
- 기획4그룹
- 기획5그룹
- 기획6그룹

#### 원장 직속 조직
- 사회적가치혁신실
  - 동반성장팀
- 스마트시티 사업단
- 융복합물류사업단

##### R&D 사업본부
- 국토인프라실
- 도시건축실
- 플랜트실
  - 수소시범도시추진단
- 철도실
- 교통물류실
  - 자율주행사업팀
- 항공실

##### 산업진흥본부
- 성과지원실
  - 기술거래·평가팀
- 창업사업화지원실
  - 기업지원팀
- 연구지원실
  - 연구안전센터
- 기술인증센터

## 같이 보기
- 교통투자평가협회
- 한국지능형교통체계협회
- 티맥스OS